# Saxifraga x recoderi
Saxifraga x recoderi es una planta herbácea de la familia de las saxifragáceas.
Es un híbrido compuesto por las especies Saxifraga cuneata y Saxifraga fragilis.

## Taxonomía
Saxifraga x recoderi fue descrita por Fern.Areces, L.Villar & T.E.Díaz y publicado en Doc. Ecol. Pyrén. 5: 201 1988.
Etimología
Saxifraga: nombre genérico que viene del latín saxum, ("piedra") y frangere, ("romper, quebrar"). Estas plantas se llaman así por su capacidad, según los antiguos, de romper las piedras con sus fuertes raíces. Así lo afirmaba Plinio, por ejemplo.
recoderi: epíteto